# Amaurobius andhracus
Amaurobius andhracus är en spindelart som beskrevs av Patel och C. Adinarayana Reddy 1990. Amaurobius andhracus ingår i släktet Amaurobius och familjen mörkerspindlar. Inga underarter finns listade i Catalogue of Life.